# Лорі-гуа малий
Ло́рі-гуа́ малий (Neopsittacus pullicauda) — вид папугоподібних птахів родини Psittaculidae. Ендемік Нової Гвінеї.

## Опис
Довжина птаха становить 18 см, вага 25-40 г. Забарвлення переважно зелене, нижня частина тіла червона. Пера на тімені, потилиці і щоках мають жовті стрижні, потилиця оливково-зелена. Нижня сторона крил червона. Гузка оливково-зелена, крайні стернові пера біля основи червоні. Дзьоб оранжевий, невеликий. Молоді птахи мають менш яскраве забарвлення, дзьоби у них жовті.

## Поширення і екологія
Малі лорі-гуа мешкають в горах Центрального хребта, а також в горах на півострові Гуон. Вони живуть у вологих гірських тропічних лісах. Зустрічаються парами або невеликими зграйками, на висоті від 1600 до 3800 м над рівнем моря. Іноді утворюють зграї до 30 птахів. Живляться нектаром, пилком, квітками, плодами, іноді насінням. Гніздяться в дуплах, в кладці 2 яйця.